# Escándalo del fútbol italiano 2011-12
El Escándalo del fútbol italiano 2011/12, o también llamado Operation: Last Bet, Calcio Scommesse o Scommessopoli comenzó el 1 de junio de 2011 después de que varios jugadores de fútbol fuesen arrestados por la policía italiana por presuntos amaños de partidos. La lista incluía a figuras internacionales como el ex internacional italiano Giuseppe Signori, o los exjugadores de la Serie A Mauro Bressan, Stefano Bettarini. El grupo fue acusado de haber actuado en las ligas Serie B, Lega Pro Prima Divisione y Lega Pro Seconda Divisione.

## Primera investigación

### Sentencias
El 9 de agosto de 2011, la Federación Italiana de Fútbol anunció las sentencias de primer grado para todos los envueltos en el escándalo.

#### Clubes
- Atalanta B.C.: 6 puntos deducidos en la temporada 2011–12.
- Ascoli Calcio 1898: 6 puntos deducidos en la temporada 2011–12 más 50.000 euros.
- Hellas Verona F.C.: 20.000 euros.
- U.S. Sassuolo Calcio: 20.000 euros.
- U.S. Alessandria Calcio 1912: Descenso automático a la Lega Pro Seconda Divisione.
- Benevento Calcio: 9 puntos deducidos en la temporada 2011–12.
- U.S. Cremonese: 6 puntos deducidos en la temporada 2011–12 más 30.000 euros.
- FC Esperia Viareggio: 1 puntos deducidos en la temporada 2011–12.
- Piacenza Calcio: 4 puntos deducidos en la temporada 2011–12 más 50.000 euros.
- Calcio Portogruaro Summaga: 20.000 euros.
- Ravenna Calcio: Descenso automático a la Lega Pro Seconda Divisione, más 50.000 euros.
- A.C. Reggiana 1919: 2 puntos deducidos en la temporada 2011–12.
- Spezia Calcio: 1 puntos deducidos en la temporada 2011–12.
- Taranto Football Club 1927: 1 puntos deducidos en la temporada 2011–12.
- Virtus Entella: 15.000 euros.

#### Personas
- Antonio Bellavista: Prohibición de 5 años de formar parte en actividades futbolísticas.
- Mauro Bressan: Prohibición de 3 años y 6 meses de formar parte en actividades futbolísticas.
- Giorgio Buffone: Prohibición de 5 años de formar parte en actividades futbolísticas.
- Antonio Ciriello: Prohibición de 1 año de formar parte en actividades futbolísticas.
- Daniele Deoma: Prohibición de 1 año y 9 meses de formar parte en actividades futbolísticas.
- Cristiano Doni: Prohibición de 3 años y 6 meses de formar parte en actividades futbolísticas.
- Massimo Erodiani: Prohibición de 5 años de formar parte en actividades futbolísticas.
- Gianni Fabbri: Prohibición de 5 años de formar parte en actividades futbolísticas.
- Steven Fenicio: avisado.
- Carlo Gervasoni: Prohibición de 5 años de formar parte en actividades futbolísticas.
- Thomas Manfredini: Prohibición de 3 años de formar parte en actividades futbolísticas.
- Marco Paoloni: Prohibición de 5 años de formar parte en actividades futbolísticas.
- Salvatore Quadrini: Prohibición de 1 año de formar parte en actividades futbolísticas.
- Leonardo Rossi: Prohibición de 3 años de formar parte en actividades futbolísticas.
- Nicola Santoni: Prohibición de 4 años de formar parte en actividades futbolísticas.
- Davide Saverino: Prohibición de 3 años de formar parte en actividades futbolísticas.
- Giuseppe Signori: Prohibición de 5 años de formar parte en actividades futbolísticas.
- Vincenzo Sommese: Prohibición de 5 años de formar parte en actividades futbolísticas.
- Giorgio Veltroni: Prohibición de 4 años de formar parte en actividades futbolísticas.

## Amaño en el Juve Stabia – Sorrento
El 11 de octubre de 2011, como parte de la investigación sobre las apuestas en partidos de fútbol, la Federación Italiana anunció el engaño en las apuestas del partido entre el Juve Stabia y el Sorrento del 5 de abril de 2009.

### Sentencias

#### Clubes
| Nombre           | Sentencia (CDN)                                               | Apelación (CGF)     | Apelación final (TNAS) |
| ---------------- | ------------------------------------------------------------- | ------------------- | ---------------------- |
| S.S. Juve Stabia | 5 puntos deducidos en la temporada 2011–12.                   | 3 puntos deducidos. | Rechazada              |
| Sorrento Calcio  | 2 puntos deducidos en la temporada 2011–12, más 20.000 euros. |                     |                        |

#### Personas
| Nombre                 | Sentencias (CDN)                                                              | Apelación (CGF) | Apelación final (TNAS) |
| ---------------------- | ----------------------------------------------------------------------------- | --------------- | ---------------------- |
| Roberto Amodio         | Prohibición de 3 años de formar parte en actividades futbolísticas.           | Rechazada       | Rechazada              |
| Cristian Biancone      | Prohibición de 3 años y 6 meses de formar parte en actividades futbolísticas. |                 |                        |
| Antonino Castellano    | Prohibición de 1 año de formar parte en actividades futbolísticas.            | Rechazada       |                        |
| Vitangelo Spadavecchia | Prohibición de 3 años y 3 meses de formar parte en actividades futbolísticas. | Rechazada       | Rechazada              |